# Berghofsee
Der Berghofsee ist ein Waldsee im Gemeindeteil Steinenberg von Rudersberg im baden-württembergischen Rems-Murr-Kreis.

## Lage und Beschreibung
Der Berghofsee ist etwa 1,7 km nordnordöstlich von der Dorfmitte von Steinenberg entfernt und grenzt an die Gemarkung der Kleinstadt Welzheim. Er gehört zum Unterraum Vorderer Welzheimer Wald des Welzheimer Waldes im Naturraum Schurwald und Welzheimer Wald, zum Landschaftsschutzgebiet Schornbach-, Wieslauf-, Urbach- und Bärenbachtal mit angrenzenden Höhen und Sünchenberg und zum Naturpark Schwäbisch-Fränkischer Wald.
Der angestaute See liegt im bewaldeten oberen Tal des Geißgurgelbachs, der ihn südwestwärts durchfließt. Das Einzugsgebiet ist etwa 1,7 km² groß. Er liegt in Schichthöhe des Gipskeupers (Grabfeld-Formation), der wenig aufwärts auf dem Talgrund einsetzt, die beidseitigen Höhenrücken erheben sich mehr als 80 Höhenmeter über dem tief eingeschnittenen Talgrund bis in den Stubensandstein (Löwenstein-Formation).
Der Wasserspiegel des etwa 43 Ar großen Stillgewässers in Privatbesitz erreicht etwa eine Höhe von 343 m ü. NHN, es ist etwa 130 Meter lang und etwa 50 Meter breit. Um den See herum führt ein Pfad, an ihm vorbei ein Waldweg. Nächster Ort ist der auf dem Bergkamm linksseits des Geißgurgelbachtals stehende Berghof ungefähr 0,6 km im Südosten und dicht am Weiler Obersteinenberg von Welzheim. 
Der Berghofsee ist auf einem Messtischblatt aus der ersten Hälfte des 20. Jahrhunderts noch nicht eingetragen.

### LUBW
Amtliche Online-Gewässerkarte mit passendem Ausschnitt und den hier benutzten Layern: Hollersee und Umgebung

Allgemeiner Einstieg ohne Voreinstellungen und Layer: Daten- und Kartendienst der Landesanstalt für Umwelt Baden-Württemberg (LUBW) (Hinweise)
1. 1 2  Höhe nach dem Höhenlinienbild auf dem Hintergrundlayer Topographische Karte.
2. 1 2  Seefläche nach dem Layer Stehende Gewässer.
3. 1 2 3  Dimensionen abgemessen auf dem Hintergrundlayer Topographische Karte.
4. 1 2  Einzugsgebiet abgemessen auf dem Hintergrundlayer Topographische Karte.
5. ↑  Schutzgebiete nach den einschlägigen Layern, Natur teilweise nach dem Layer Biotop.

### Andere Belege
1. 1 2  Hansjörg Dongus: Geographische Landesaufnahme: Die naturräumlichen Einheiten auf Blatt 171 Göppingen. Bundesanstalt für Landeskunde, Bad Godesberg 1961. → Online-Karte (PDF; 4,3 MB)
2. ↑  Geologie nach den Layern zu Geologische Karte 1:50.000 auf: Mapserver des Landesamtes für Geologie, Rohstoffe und Bergbau (LGRB) (Hinweise)
3. ↑  Siehe:
Meßtischblatt 7123 Schorndorf von 1932 in der Deutschen Fotothek